# Hailakandi (dystrykt)
Hailakandi (beng. হাইলাকান্দি জিলা, asamski হাইলাকান্দি জিলা) – jeden dystryktów w indyjskim stanie Asam. Po raz pierwszy teren ten został wyróżniony w podziale terytorialnym 1 czerwca 1869. Na liście dystryktów pojawia się w roku 1989.

## Geografia
Powierzchnia dystryktu to 1326,10 kilometrów kwadratowych. Spośród tego, około 50% zajmuje las. Na terenie dystryktu znajdują się dwa rezerwaty leśne. Dzięki swemu położeniu dystrykt graniczy ze stanem Mizoram na odległości 76 km, a następnie z innymi dystryktami stanu Asam – Karimganj oraz Cachar. Wśród skupisk ludzkich dystryktu należy wyróżnić miasta Hailakandi (stolica dystryktu) oraz Lala. Na opisywanym terenie znajduje się także około 393 wsi. Ich mieszkańcy stanowią w większości rolników, którzy uprawiają łącznie około 33,2% powierzchni dystryktu. Przeważnie na tych terenach uprawiany jest ryż.

## Ludność
Według spisu z 2001 roku dystrykt jest zamieszkiwany przez 542 872 mieszkańców z czego 280 513 to mężczyźni a 262 359 to kobiety. Według podziału religijnego najliczniejsi są muzułmanie 312 849 co stanowi 57.62% ogółu, a także hindusi 223 191 oraz chrześcijanie 5 424. Gęstość zaludnienia wynosiła 451 osób na km². co jest wartością wyższą niż średnia w stanie Asam 340 na km².
Większość mieszkańców dystryktu porozumiewa się językiem bengalskim, który jest oficjalnym językiem dystryktu. Dość powszechnym w użyciu jest także język manipuri.